# 28043 Mabelwheeler
28043 Mabelwheeler este un asteroid din centura principală de asteroizi.

## Descriere
28043 Mabelwheeler este un asteroid din centura principală de asteroizi. A fost descoperit pe 24 martie 1998 la Socorro, New Mexico, în cadrul proiectului LINEAR. Asteroidul prezintă o orbită caracterizată de o semiaxă mare de 2,38 ua, o excentricitate de 0,04 și o înclinație de 6,7° în raport cu ecliptica.